# Districte de Vervins
El Districte de Vervins és un dels 5 districtes amb què es divideix el departament francès de l'Aisne, a la regió dels Alts de França. Compta amb 8 districtes i 130 municipis. El cap del districte és la sotsprefectura de Vervins.

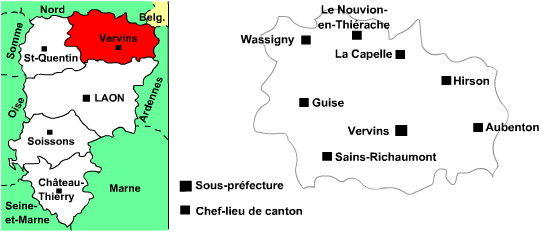
Localització del Districte de Vervins

## Cantons
cantó d'Aubenton - cantó de La Capelle - cantó de Guise - cantó d'Hirson - cantó de Le Nouvion-en-Thiérache - cantó de Sains-Richaumont - cantó de Vervins - cantó de Wassigny

## Història
| Data d'elecció                           | Identitat          | Partit |
| ---------------------------------------- | ------------------ | ------ |
| -2006                                    | Anne Bruant-Bisson |        |
| 2006-2008                                | Évelyne Guyon      |        |
| 2008-2012                                | Éléodie Sches      |        |
| 2012-                                    | Claude Ballade     |        |
| les dades anteriors no són pas conegudes |                    |        |
|                                          |                    |        |

## Demografia
| A partir de 1990 : Població sense dobles comptes |